# Liste der Biografien/Boro
Liste der Biografien |
Portal Biografien |
Personensuche
# |
A |
B |
C |
D |
E |
F |
G |
H |
I |
J |
K |
L |
M |
N |
O |
P |
Q |
R |
S |
T |
U |
V |
W |
X |
Y |
Z |
?
 
Ba |
Be |
Bd |
Bg |
Bh |
Bi |
Bj |
Bl |
Bm |
Bn |
Bo |
Br |
Bs |
Bu |
Bw |
By |
Bz
 
Boa–Boc |
Bod |
Boe |
Bof |
Bog |
Boh |
Boi–Bok |
Bol |
Bom |
Bon |
Boo |
Bop |
Boq |
Bor |
Bos |
Bot |
Bou |
Bov–Boz
 
Bora |
Borb |
Borc |
Bord |
Bore |
Borg |
Borh |
Bori |
Borj |
Bork |
Borl |
Borm |
Born |
Boro |
Borq |
Borr |
Bors |
Bort |
Boru |
Borv |
Borw |
Bory |
Borz
Die Liste der Biografien führt alle Personen auf, die in der deutschsprachigen Wikipedia einen Artikel haben. Dieses ist eine Teilliste mit 172 Einträgen von Personen, deren Namen mit den Buchstaben „Boro“ beginnt.

## Boro
- Boro, Claus von (* 1918), deutscher Filmeditor
- Boro, Sadun (1928–2015), türkischer Segler und der erste türkische Weltumsegler
- Boro, Seydou (* 1968), burkinischer Tänzer, Choreograph, Schauspieler und Musiker

### Borob
- Borobia Isasa, Carmelo (1935–2022), spanischer Geistlicher, römisch-katholischer Weihbischof in Toledo

### Boroc
- Borochov, Ber (1881–1917), russischer Sozialist, Zionist und Jiddist
- Borochov, Itamar (* 1984), israelischer Jazzmusiker (Trompete, Komposition)
- Borochowicz, Leo († 1953), deutsch-polnischer Politiker und Publizist
- Böröcz, Vinzenz (1915–1994), österreichischer Politiker (KPÖ), Landtagsabgeordneter im Burgenland
- Boroczinski, Nicole (* 1986), deutsche Fußballspielerin
- Böröczky, Franz (1922–2002), österreichischer Politiker (SPÖ), Landtagsabgeordneter, Mitglied des Bundesrates

### Borod
- Borodai, Alexander Jurjewitsch (* 1972), russischer PolitikerAlexander Jurjewitsch Borodai (* 1972)

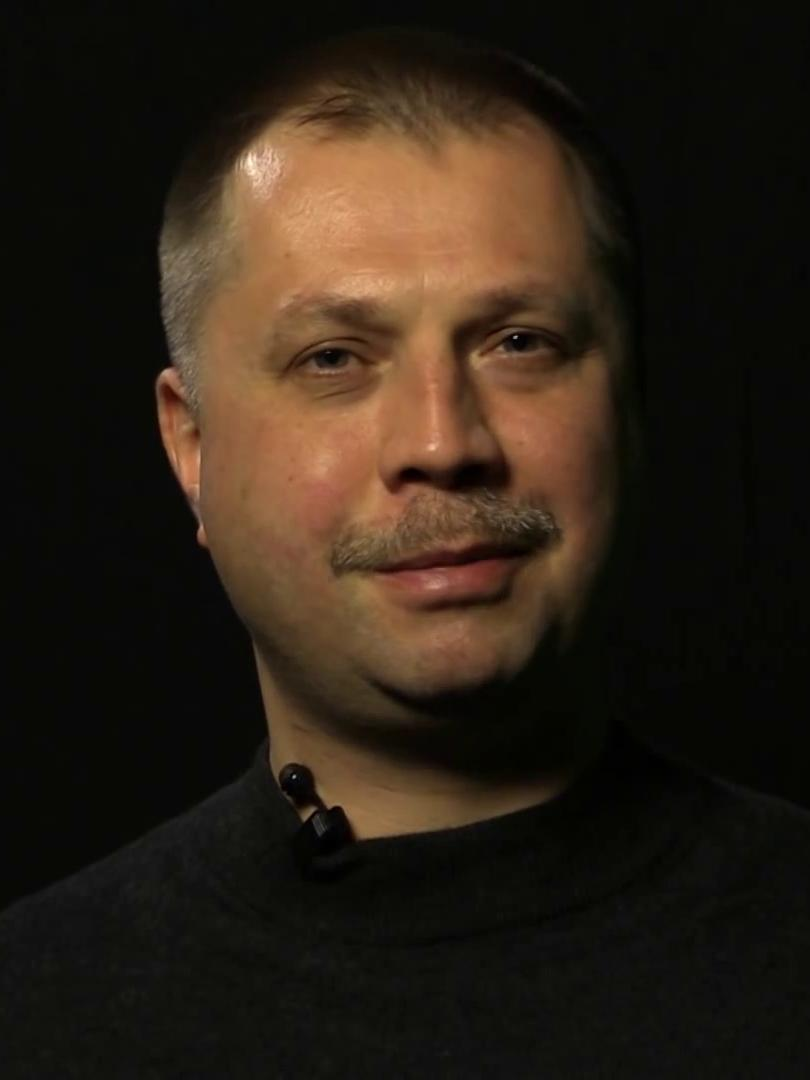
Alexander Jurjewitsch Borodai (* 1972)

- Borodaj, Denys (* 2002), ukrainischer Eishockeyspieler
- Borodajkewycz, Taras (1902–1984), österreichischer Historiker und Hochschullehrer
- Borodatchev, Juri (1945–2011), russischer Künstler
- Borodatschow, Anton Wiktorowitsch (* 2000), russischer Florettfechter
- Borodatschow, Kirill Wiktorowitsch (* 2000), russischer Florettfechter
- Borodin, Alexander Parfenjewitsch (1848–1898), russischer Ingenieur und Dampflokomotiven-Experte
- Borodin, Alexander Porfirjewitsch (1833–1887), russischer Komponist, Chemiker und MedizinerAlexander Porfirjewitsch Borodin (1833–1887)

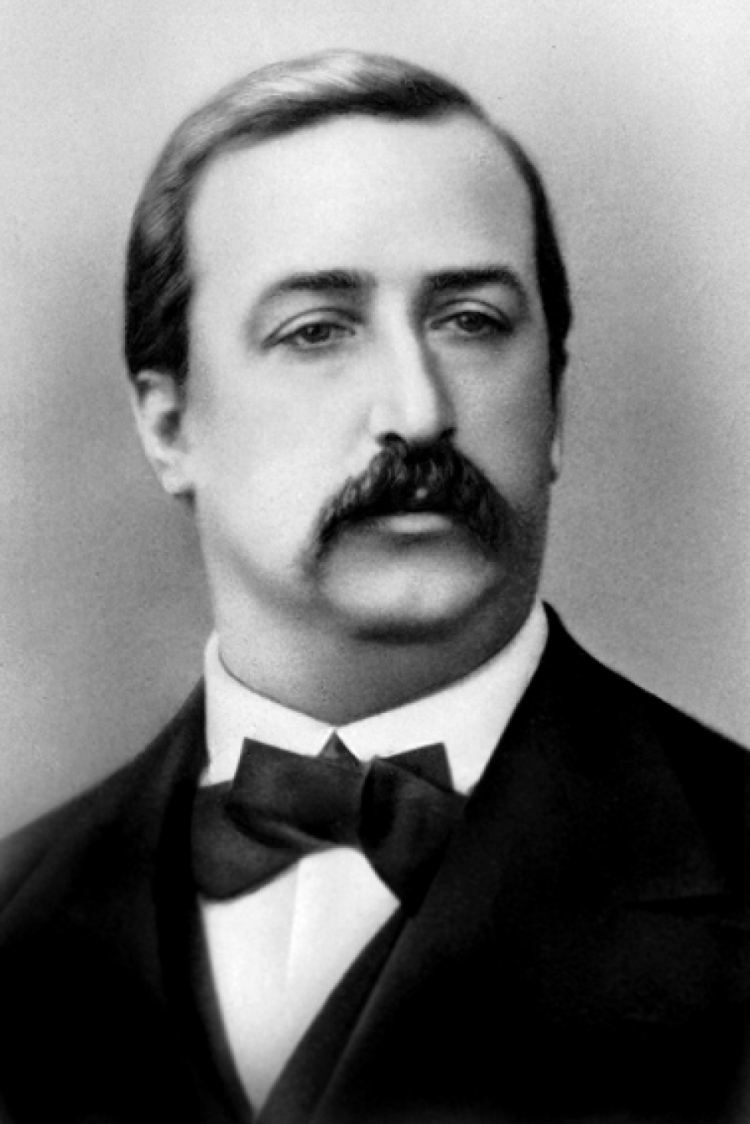
Alexander Porfirjewitsch Borodin (1833–1887)

- Borodin, Alexei (* 1975), russischer Mathematiker
- Borodin, Allan (* 1941), kanadischer Mathematiker
- Borodin, Andrei Fridrichowitsch (* 1967), russischer Bankier
- Borodin, Dmitri Wladimirowitsch (* 1977), russischer Fußballtorwart
- Borodin, Elfriede (1909–1993), deutsche Schauspielerin
- Borodin, Maxim († 2018), russischer Investigativ-Journalist
- Borodin, Michail Markowitsch (1884–1951), russischer Revolutionär und Vertreter der Komintern
- Borodin, Pawel Pawlowitsch (* 1946), russischer Politiker
- Borodin, Pawel Walerjewitsch (* 1972), russischer Bogenbiathlet
- Borodin, Sergei Alexejewitsch (* 1999), russischer Fußballspieler
- Borodin, Sergei Petrowitsch (1902–1974), russischer Schriftsteller
- Borodina, Alina Junussowna (* 2002), russische Skispringerin
- Borodina, Jana Dmitrijewna (* 1992), russische Dreispringerin
- Borodina, Olga Wladimirowna (* 1963), russische Opernsängerin (Mezzosopran)
- Borodina, Warwara (* 1989), russische Schauspielerin
- Boroditsky, Lera (* 1976), amerikanische Kognitionswissenschaftlerin
- Borodjuk, Alexander Genrichowitsch (* 1962), russischer Fußballspieler und -trainer
- Borodow, Andrew (* 1969), kanadischer Ringer und Sumōkämpfer
- Borodulin, Michail (1967–2003), kasachischer Eishockeyspieler
- Borodulina, Tatjana Alexandrowna (* 1984), russische Shorttrackerin
- Borodziej, Włodzimierz (1956–2021), polnischer Historiker

### Boroe
- Boroević von Bojna, Svetozar (1856–1920), österreichischer FeldmarschallSvetozar Boroević von Bojna (1856–1920)

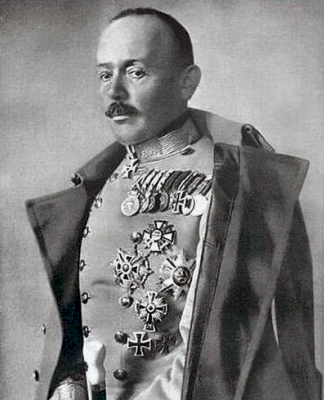
Svetozar Boroević von Bojna (1856–1920)

### Borof
- Boroffka, Peter (1932–1999), deutscher Politiker (CDU), MdA, MdB
- Boroffka-Niemeyer, Else (1890–1976), deutsche Fotografin
- Borofsky, Jonathan (* 1942), US-amerikanischer Künstler

### Borog
- Borog, Waleri Afrikanowitsch (1907–2000), sowjetisch-russischer Luftfahrtingenieur

### Boroi
- Boroi, George (* 1964), rumänischer Sprinter

### Borok
- Borok, Walentina Michailowna (1931–2004), sowjetisch-ukrainische Mathematikerin

### Borol
- Boroldai, General der Goldenen Horde

### Borom
- Boromisza, Tibor (1840–1928), Bischof der römisch-katholischen Kirche von Sathmar
- Borommakot († 1758), König von Siam
- Borommaracha I., König von Siam, Begründer der Suphannaphum-Dynastie
- Borommaracha II. (1389–1448), König des Reiches Ayutthaya
- Borommaracha III. (1447–1491), König des Reiches Ayutthaya
- Borommaracha IV. (1502–1533), König des Reiches Ayutthaya
- Borommatrailokanat (1431–1488), 9. König des Königreichs Ayutthaya

### Boron
- Boron, Kathrin (* 1969), deutsche Ruderin
- Boronat, Jordi (* 1961), spanischer theoretischer Physiker und Hochschullehrer
- Boronat, Oriol (* 1992), spanischer Eishockeyspieler
- Boroni, Antonio (1738–1792), italienischer Komponist
- Boronovskis, Theodore (* 1943), australischer Judoka
- Boronow, Kubatbek (* 1964), kirgisischer Politiker

### Boros
- Boros, Adalbert (1908–2003), banatschwäbischer Bischof
- Boroș, Annelie (* 1991), deutsche Regisseurin
- Boroș, Aurel (* 1922), rumänischer Fußballspieler
- Boros, Bence (* 1996), ungarischer Sprinter
- Boros, Christian (* 1964), deutscher Medienunternehmer und KunstsammlerChristian Boros (* 1964)

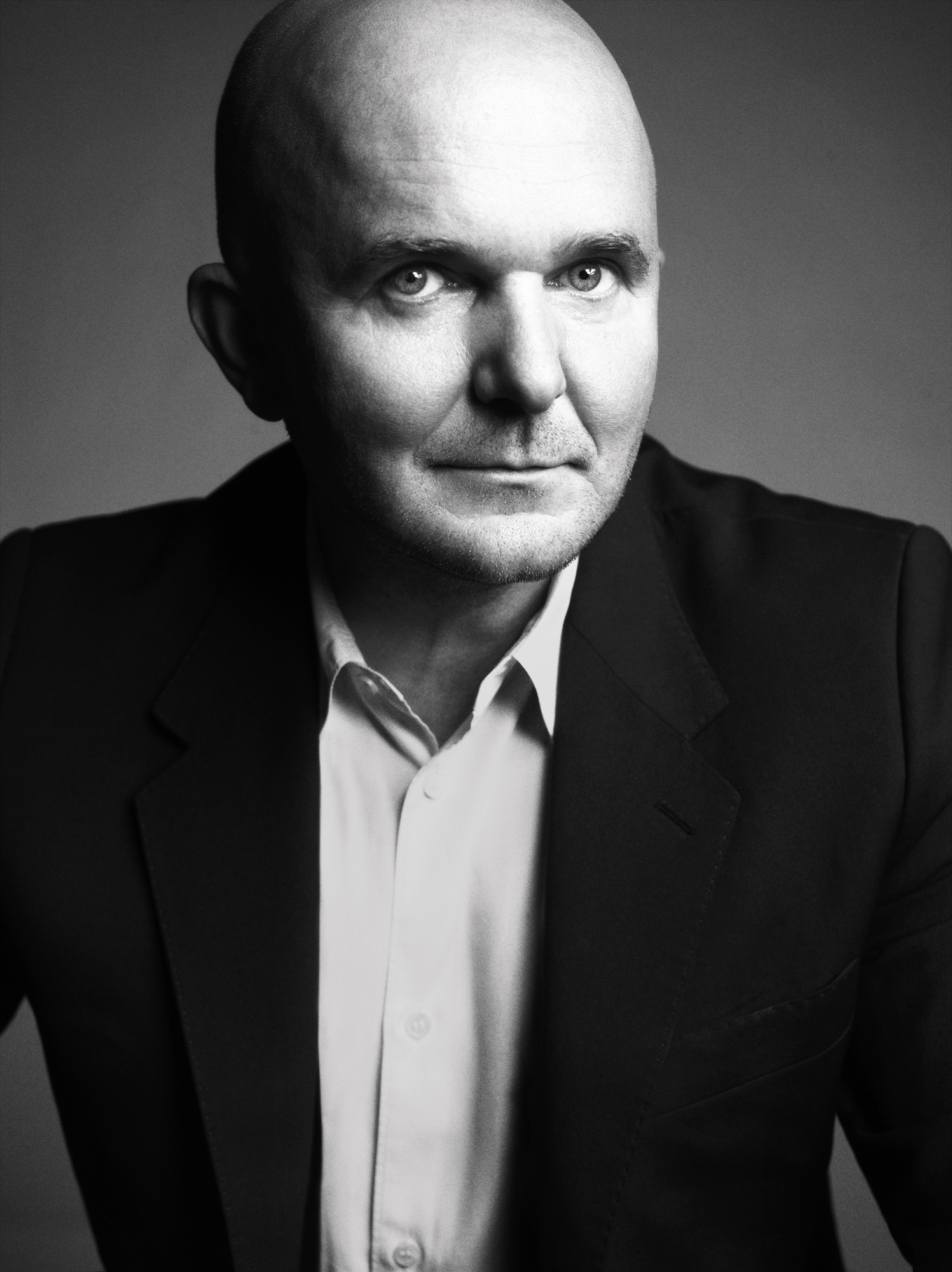
Christian Boros (* 1964)

- Boros, Dénes (* 1988), ungarischer Schachmeister
- Boros, Ferike (1873–1951), ungarisch-amerikanische Schauspielerin
- Boros, Ida (1923–2002), ungarische Sängerin und Schauspielerin
- Boroș, Iosif (* 1959), rumänischer Handballspieler
- Boros, István († 1994), ungarischer Tischtennisspieler
- Boros, Julius (1920–1994), ungarisch-US-amerikanischer Berufsgolfspieler
- Boros, Ladislaus (1927–1981), katholischer Theologe
- Boros, Mélissa, französische Schauspielerin
- Boroš, Michael (* 1992), tschechischer Radrennfahrer
- Boros, Ottó (1929–1988), ungarischer Wasserballer
- Boroš, Tamara (* 1977), kroatische Tischtennisspielerin und -trainerin
- Boros, Zsófia (* 1980), ungarische Gitarristin
- Borošak, Alen (* 1987), slowenischer Fußballschiedsrichter
- Boroschek, Edith (1898–1976), deutsche Konzertsängerin (Sopran) und Gesangspädagogin
- Borosdina-Kosmina, Tamara Nikolajewna (1889–1959), russische bzw. sowjetische Ägyptologin
- Borosini, Antonio, italienischer Opernsänger (Tenor) und Komponist
- Borosnjak, Alexander Iwanowitsch (1933–2015), sowjetischer und russischer Historiker
- Borošová, Zuzana (* 1988), slowakische Schachmeisterin
- Boross, Péter (* 1928), ungarischer Politiker

### Borot
- Borota, Petar (1952–2010), jugoslawischer Fußballtorhüter
- Borotin, Johannes von († 1458), böhmischer Gelehrter
- Borotra, Jean (1898–1994), französischer Tennisspieler und PolitikerJean Borotra (1898–1994)

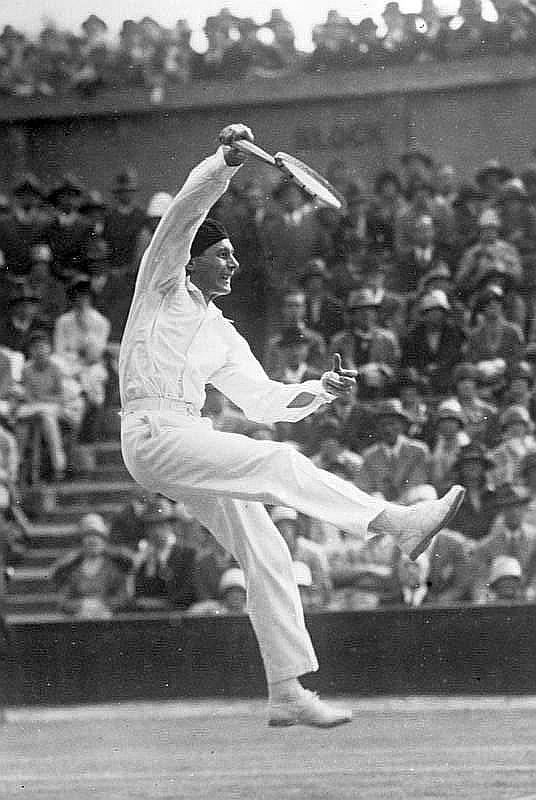
Jean Borotra (1898–1994)

### Borou
- Borough, Stephen (1525–1584), englischer Seefahrer und Entdecker
- Borough, William (1536–1599), englischer Entdecker, Marineoffizier und Kartograf
- Boroumand, Amir Masoud (1928–2011), iranischer Fußballspieler
- Borouth, karantanischer Slawenfürst

### Borov
- Borová, Magdaléna (* 1981), tschechische Schauspielerin
- Borovac, Semiha (* 1955), bosnische Politikerin (SDA)
- Borovčanin, Snežana (* 1992), bosnische Biathletin und Skilangläuferin
- Borovec, Antonin (* 1870), tschechoslowakischer Diplomat
- Borović, Paola (* 1995), kroatische Leichtathletin
- Borovička, Antonín (1895–1968), tschechischer Komponist
- Borovička, Vladimír (* 1954), tschechischer Fußballspieler und -trainer
- Boroviczény, Franz (1932–2017), österreichischer Geologe
- Borovik, Dimitri (* 1974), estnischer Biathlet
- Borovikov, Maksim (* 1992), estnischer Eishockeyspieler
- Borovnyák, József (1826–1909), slowenischer Schriftsteller und katholischer Priester in Ungarn
- Borovskij, Valdemar (* 1984), litauischer Fußballspieler
- Borovský, Karel Havlíček (1821–1856), tschechischer Dichter, Prosaist, Literaturkritiker, Übersetzer, Politiker und JournalistKarel Havlíček Borovský (1821–1856)

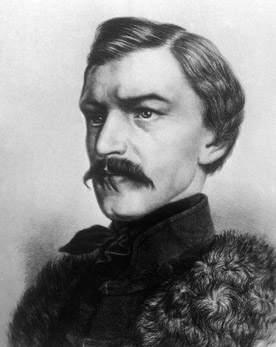
Karel Havlíček Borovský (1821–1856)

### Borow
- Borow, Todor (1901–1993), bulgarischer Bibliograph, Literatur- und Bibliothekswissenschaftler
- Borowa, Kita, bulgarische Sängerin
- Borowczyk, Walerian (1923–2006), polnischer Regisseur
- Borower, Djawid C. (* 1958), deutscher bildender Künstler
- Borowez, Taras (1908–1981), ukrainischer Widerstandskämpfer im Zweiten Weltkrieg
- Borowiak, Arwen (* 2002), deutscher Florettfechter
- Borowiak, Jeff (* 1949), US-amerikanischer Tennisspieler
- Borowiak, Simon (* 1964), deutscher Schriftsteller
- Borowicka, Hubert (1910–1999), österreichischer Bauingenieur
- Borowicz, Katarzyna (* 1985), polnische Schönheitskönigin und Moderatorin
- Borowicz, Monika (* 1982), polnische Kanurennsportlerin
- Borowiec, Andrew (1928–2018), polnisch-amerikanischer Journalist
- Borowiecki, Mark (* 1989), kanadischer Eishockeyspieler
- Borowietz, Willibald (1893–1945), deutscher Offizier, zuletzt Generalleutnant der Wehrmacht
- Borowik, Hans (1887–1961), deutscher Autor und Sportfunktionär
- Borowik-Romanow, Wiktor-Andrei Stanislawowitsch (1920–1997), russischer Physiker
- Borowikow, Anke (* 1986), deutsche Volleyballspielerin
- Borowikowski, Wladimir Lukitsch (1757–1825), russischer Porträtmaler
- Borowitin, Alexei Alexejewitsch (* 1954), sowjetischer Skispringer
- Borowitz, Albert (* 1930), US-amerikanischer Sammler, Historiker und Autor
- Borowitz, Andy (* 1958), US-amerikanischer HumoristAndy Borowitz (* 1958)

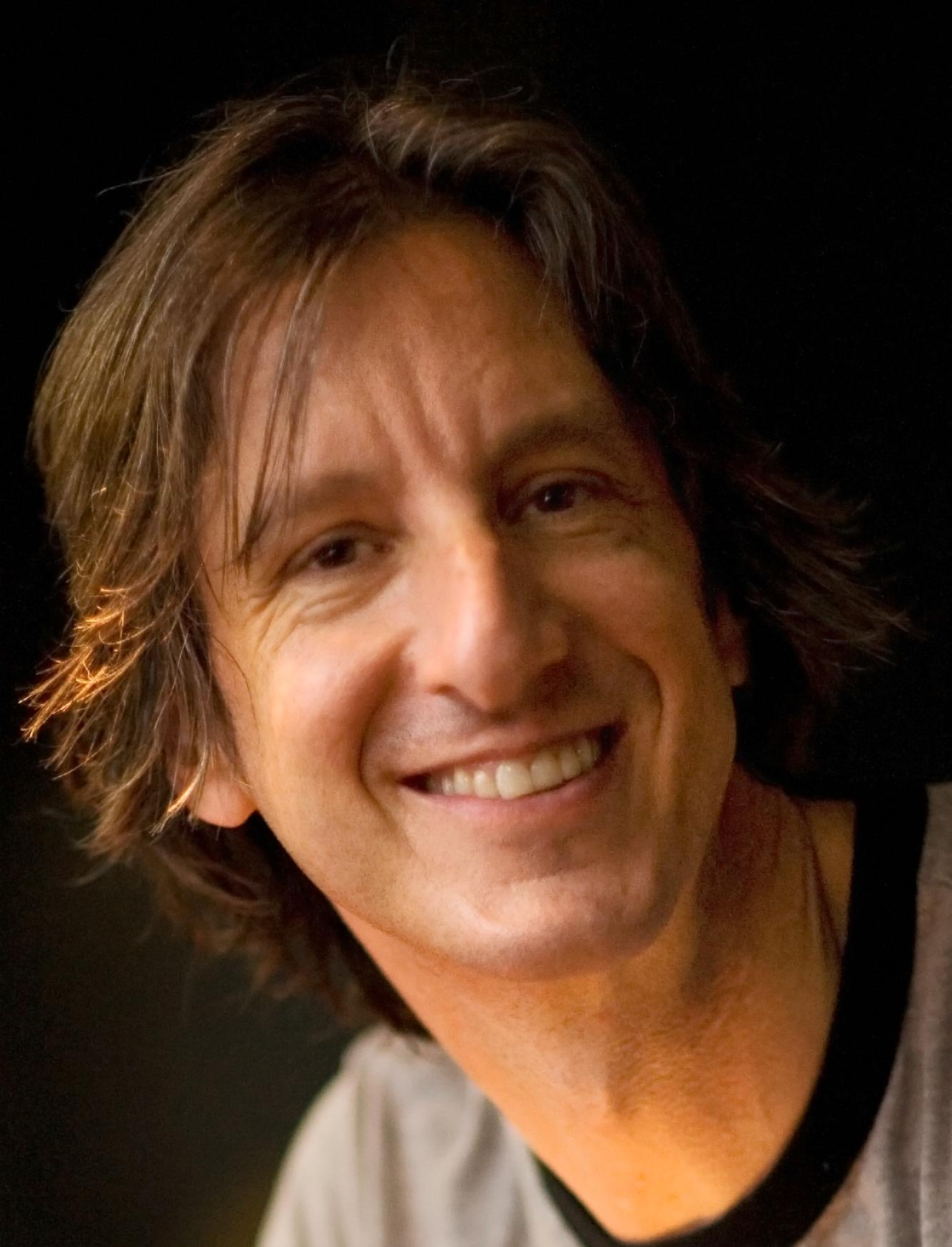
Andy Borowitz (* 1958)

- Borowitz, Katherine (* 1954), US-amerikanische SchauspielerinKatherine Borowitz (* 1954)

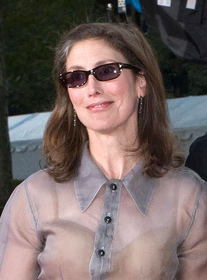
Katherine Borowitz (* 1954)

- Borowitzky, Wolf Schmuel (1892–1940), deutscher Fotograf
- Borowka, Uli (* 1962), deutscher Fußballspieler
- Borowkow, Alexander Alexejewitsch (* 1931), russischer Mathematiker
- Borowkow, Alexander Dmitrijewitsch (1788–1856), russischer Senator, Schriftsteller, anno 1826 Sekretär im Prozess gegen die Dekabristen
- Borowkow, Alexei Andrejewitsch (1903–1945), sowjetischer Flugzeugkonstrukteur
- Borowoi, Alexei Alexejewitsch (1875–1935), russischer individualistischer Anarchist, Schriftsteller, Redner, Lehrer und Propagandist
- Borowska, Chiena (* 1914), sowjetische Partisanin und Krankenschwester im Zweiten Weltkrieg
- Borowska-Isser, Joanna (* 1959), polnisch-österreichische Kammersängerin (Sopran), Musikpädagogin und Universitätsprofessorin für Gesang
- Borowskaja, Marina Alexandrowna (* 1964), russische Ökonomin
- Borowski, Albert (1876–1945), sozialdemokratischer Politiker
- Borowski, Bianca (* 1978), deutsche Umweltwissenschaftlerin und Autorin
- Borowski, Bruno (1889–1945), deutscher Anglist
- Borowski, Edmund (1945–2022), polnischer Sprinter
- Borowski, Elie (1913–2003), polnischer Händler für Antike Kunst
- Borowski, Ewa (* 1971), polnische Filmproduzentin
- Borowski, Felix (1872–1956), anglo-amerikanischer Komponist, Musikkritiker und Musikpädagoge polnischer Herkunft
- Borowski, Filip (* 2003), polnischer Fußballspieler
- Borowski, Georg Heinrich (1746–1801), deutscher Naturforscher
- Borowski, Johannes Boris (* 1979), deutscher Komponist
- Borowski, Jörn (* 1959), deutscher Regattasegler
- Borowski, Ludwig Ernst von (1740–1831), deutscher evangelischer Theologe, Feldprediger Friedrichs des Großen
- Borowski, Marek (* 1946), polnischer Politiker, Mitglied des Sejm
- Borowski, Martin (* 1966), deutscher Rechtswissenschaftler
- Borowski, Michał (1872–1939), polnischer Konteradmiral
- Borowski, Paul (1937–2012), deutscher Segelsportler
- Borowski, Rasmus (* 1974), deutscher Komponist, Sänger und SynchronsprecherRasmus Borowski (* 1974)

Rasmus Borowski (* 1974)

- Borowski, Richard (1894–1956), deutscher Bergmann und Politiker (SPD), MdL
- Borowski, Rudolph (1812–1890), deutscher Politiker (Zentrum), MdR
- Borowski, Sandra (* 1997), deutsche Fußballspielerin
- Borowski, Sascha (* 1971), deutscher Journalist, Autor und Dozent
- Borowski, Stanisław (* 1944), polnischer Glaskünstler
- Borowski, Tadeusz (1922–1951), polnischer Dichter und Schriftsteller
- Borowski, Tim (* 1980), deutscher FußballspielerTim Borowski (* 1980)
- Borowski, Tomasz (* 1970), polnischer Boxer

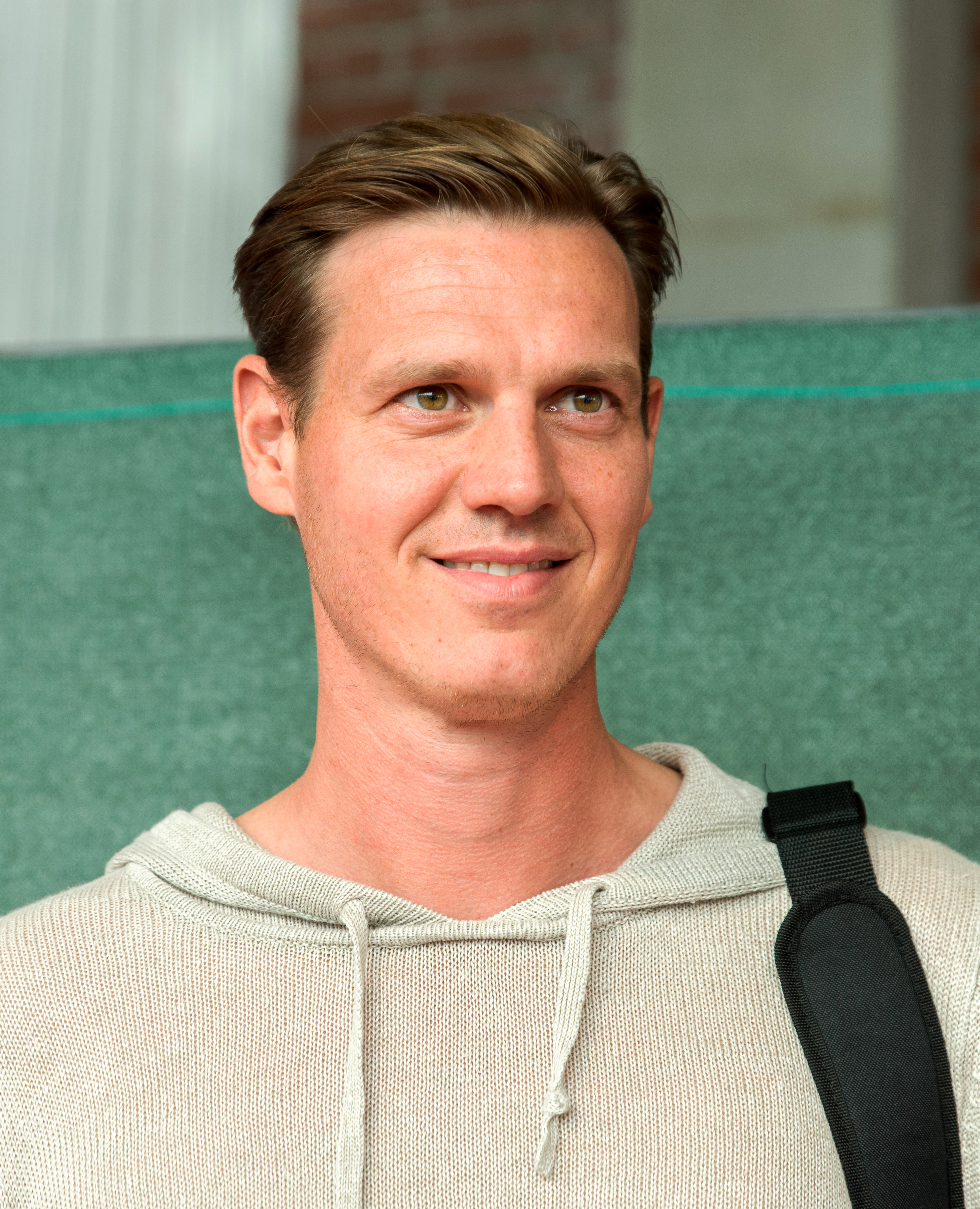
Tim Borowski (* 1980)

- Borowski, Wacław (1885–1954), polnischer Maler, Grafiker und Bühnenbildner
- Borowski, Wadim (* 1986), kasachischer Fußballspieler
- Borowski, Włodzimierz (1930–2008), polnischer Maler, Installations-, Konzept- und Performancekünstler und Kunstwissenschaftler
- Borowsky, Kay (* 1943), deutscher Schriftsteller und Übersetzer
- Borowsky, Natascha (* 1964), deutsche Fotografin
- Borowsky, Peter (1938–2000), deutscher Historiker
- Borowy, Iris (* 1962), deutsche Wirtschaftshistorikerin
- Borowych, Andrei Jegorowitsch (1921–1989), sowjetischer Jagdflieger und zweifacher Held der Sowjetunion
- Borowykowskyj, Lewko (1808–1889), ukrainischer Lyriker, Schriftsteller und Übersetzer
- Borowytschenko, Marija (1925–1943), ukrainische Sanitätsoffizierin

### Boroz
- Borozan, Vuko (* 1994), montenegrinischer Handballspieler
- Borozni, Dominik (* 1985), kroatischer Fußballspieler